# Sacramental de San Lorenzo y San José
La Sacramental de San Lorenzo y San José est un cimetière de Madrid en Espagne, situé dans l'arrondissement de Carabanchel.

## Sépultures célèbres
- Matilde Díez (1818-1883), actrice et Julián Romea (1813-1968), acteur[1]
- Miguel Ramos Carrión (1848-1915), dramaturge, écrivain et journaliste espagnol.
- Abel Bonnard
- Ernestina de Champourcín (1905-1999), écrivaine[2]
- José de Selgas
- Emilia Pardo Bazán, écrivaine
- Modesto Lafuente
- Bernardo Rico
- «Dominguín»
- Gerónimo Giménez
- Juan Linz, sociologue politique